# Суперкуп Њемачке у фудбалу
Суперкуп Њемачке у фудбалу  је фудбалско суперкуп такмичење које од 2010. организује Фудбалска лига Њемачке, организација која управља са двије њемачке професионалне лиге. Такмичење је настало 1987. и до 1996. га је организовао Фудбалски савез Њемачке, док се у периоду од 1997. до 2009. није одржавало.
У овом такмичењу се састају побједник Бундеслиге и освајач Купа Њемачке. Од 2010. важи правило да у случају да један клуб освоји дуплу круну (Бундеслигу и Куп) у суперкупу се састаје са другопласираним клубом Бундеслиге из те сезоне. Такође од 2010. у случају да се утакмица у регуларних 90 минута заврши нерешеним резултатом не играју се продужеци (као што је био случај до 1996), већ се побједник одмах одлучује извођењем пенала.

## Финалне утакмице
| Година.                            | Првак Бундеслиге  | Резултат               | Освајачи Купа          | Стадион                              |
| ---------------------------------- | ----------------- | ---------------------- | ---------------------- | ------------------------------------ |
| Суперкуп Фудбалског савеза Њемачке |                   |                        |                        |                                      |
| 1987.                              | Бајерн Минхен     | 2:1                    | Хамбургер              | Валдстадион, Франкфурт на Мајни      |
| 1988.                              | Вердер Бремен     | 2:0                    | Ајнтрахт Франкфурт     | Валдстадион, Франкфурт на Мајни      |
| 1989.                              | Бајерн Минхен     | 3:4                    | Борусија Дортмунд      | Стадион Фриц Валтер, Кајзерслаутерн  |
| 1990.                              | Бајерн Минхен     | 4:1                    | Кајзерслаутерн         | Стадион Вилдпарк, Карлсруе           |
| 1991.                              | Кајзерслаутерн    | 3:1                    | Вердер Бремен          | Стадион Нидерсаксен, Хановер         |
| 1992.                              | Штутгарт          | 3:1                    | Хановер 96 (II)        | Стадион Нидерсаксен, Хановер         |
| 1993.                              | Вердер Бремен     | 2:2 (прод.) (7:6 пен.) | Бајер Леверкузен       | Стадион Урлих Хаберланд, Леверкузен  |
| 1994.                              | Бајерн Минхен     | 1:3 (прод.)            | Вердер Бремен          | Олимпијски стадион, Минхен           |
| 1995.                              | Борусија Дортмунд | 1:0                    | Борусија Менхенгладбах | Стадион Рајна, Диселдорф             |
| 1996.                              | Борусија Дортмунд | 1:1 (прод.) (4:3 пен.) | Кајзерслаутерн (II)    | Стадион Карл Бенц, Манхајм           |
| Суперкуп Фудбалске лиге Њемачке    |                   |                        |                        |                                      |
| 2010.                              | Бајерн Минхен     | 2:0                    | Шалке 04               | Импулс арена, Аугзбург               |
| 2011.                              | Борусија Дортмунд | 0:0 (3:4 пен.)         | Шалке 04               | Фелтинс арена, Гелзенкирхен          |
| 2012.                              | Борусија Дортмунд | 1:2                    | Бајерн Минхен          | Алијанц арена, Минхен                |
| 2013.                              | Бајерн Минхен     | 2:4                    | Борусија Дортмунд      | Сигнал Идуна парк, Дортмунд          |
| 2014.                              | Бајерн Минхен     | 0:2                    | Борусија Дортмунд      | Сигнал Идуна парк, Дортмунд          |
| 2015.                              | Бајерн Минхен     | 1:1 (4:5 пен.)         | Волфсбург              | Фолксваген арена, Волфсбург          |
| 2016.                              | Бајерн Минхен     | 2:0                    | Борусија Дортмунд      | Сигнал Идуна парк, Дортмунд          |
| 2017.                              | Бајерн Минхен     | 2:2 (5:4 пен.)         | Борусија Дортмунд      | Сигнал Идуна парк, Дортмунд          |
| 2018.                              | Бајерн Минхен     | 5:0                    | Ајнтрахт Франкфурт     | Комерцбанк арена, Франкфурт на Мајни |
| 2019.                              | Бајерн Минхен     | 0:2                    | Борусија Дортмунд      | Сигнал Идуна парк, Дортмунд          |
| 2020.                              | Бајерн Минхен     | 3:2                    | Борусија Дортмунд      | Алијанц арена, Минхен                |
| 2021.                              | Бајерн Минхен     | 3:1                    | Борусија Дортмунд      | Сигнал Идуна парк, Дортмунд          |
| 2022.                              | Бајерн Минхен     | 5:3                    | РБ Лајпциг             | Ред бул арена, Лајпциг               |
| 2023.                              | Бајерн Минхен     | 0:3                    | РБ Лајпциг             | Алијанц арена, Минхен                |
| 2024.                              | Бајер Леверкузен  | 2:2 (4:3 пен.)         | Штутгарт               | Бај арена, Леверкузен                |
| 2025.                              | Бајерн Минхен     | 2:1                    | Штутгарт               | МХП Арена, Штутгарт                  |

1. ↑  Осим ако није назначено другачије.
2. ↑  Издање 1991. је укључивало четири клуба, лига и куп побједнике бивше Источне и Западне Њемачке.
3. ↑  Кајзерслаутерн је побиједио у полуфиналу са 2:1 Ханзу Росток (освајача дупле круне у Источној Немачкој).
4. ↑  Вердер Бремен је побиједио у полуфиналу са 1:0 Штал Ајзенхитенштат (финалисту Купа Источне Њемачке).
5. 1 2 3 4 5 6 7 8  Другопласирани у Бундеслиги.
6. 1 2 3 4  Нису играни продужеци.

## Успешност по клубовима
| Клуб                   | Побједник | Финалиста | Године освајања                                                  | Године изг. финала                       |
| ---------------------- | --------- | --------- | ---------------------------------------------------------------- | ---------------------------------------- |
| Бајерн Минхен          | 11        | 7         | 1987, 1990, 2010, 2012, 2016, 2017, 2018, 2020, 2021, 2022, 2025 | 1989, 1994, 2013, 2014, 2015, 2019, 2023 |
| Борусија Дортмунд      | 6         | 6         | 1989, 1995, 1996, 2013, 2014, 2019                               | 2011, 2012, 2016, 2017, 2020, 2021       |
| Вердер Бремен          | 3         | 1         | 1988, 1993, 1994                                                 | 1991                                     |
| Кајзерслаутерн         | 1         | 2         | 1991                                                             | 1990, 1996                               |
| Штутгарт               | 1         | 2         | 1992                                                             | 2024. 2025                               |
| Шалке 04               | 1         | 1         | 2011                                                             | 2010                                     |
| РБ Лајпциг             | 1         | 1         | 2023                                                             | 2022                                     |
| Бајер Леверкузен       | 1         | 1         | 2024                                                             | 1993                                     |
| Волфсбург              | 1         | 0         | 2015                                                             |                                          |
| Ајнтрахт Франкфурт     | 0         | 2         |                                                                  | 1988, 2018                               |
| Хамбургер              | 0         | 1         |                                                                  | 1987                                     |
| Хановер 96             | 0         | 1         |                                                                  | 1992                                     |
| Борусија Менхенгладбах | 0         | 1         |                                                                  | 1995                                     |

## Незваничне утакмице (нису признате од странеФС Њемачке)
| Година. | Првак Њемачке          | Резултат       | Освајачи Купа     | Стадион                     |
| ------- | ---------------------- | -------------- | ----------------- | --------------------------- |
| 1941.   | Шалке 04               | 2:4            | Дрезднер          | ДСЦ стадион, Дрезден        |
| 1977.   | Борусија Менхенгладбах | 3:2            | Хамбургер         | Фолкспаркстадион, Хамбург   |
| 1983.   | Хамбургер              | 1:1 (2:4 пен.) | Бајерн Минхен     | Олимпијски стадион, Минхен  |
| 2008.   | Бајерн Минхен          | 1:2            | Борусија Дортмунд | Сигнал Идуна парк, Дортмунд |
| 2009.   | Волфсбург              | 1:2            | Вердер Бремен     | Фолксваген Арена, Волфсбург |

1. ↑  Осим ако није назначено другачије.
2. ↑  Шампион Њемачке за 1940. годину Шалке је играо против побједника Купа Њемачке Дрезднера, а меч је одигран 16. марта 1941.
3. ↑  Шампион Бундеслиге за сезону 1975/76. Борусија Менхенгладбах је играла против побједника Купа Њемачке Хамбургера, а меч је одигран 8. јануара 1977.
4. ↑  Шампион Бундеслиге за сезону 1981/82. Хамбургер је играо против побједника Купа Њемачке Бајерн Минхена, а меч је одигран 2. априла 1983.
5. ↑  Нису играни продужеци.
6. ↑  Финалиста Купа Њемачке за сезону 2007/08.